# El Destierro
El Destierro är en ort i Mexiko.   Den ligger i kommunen Topia och delstaten Durango, i den centrala delen av landet, 1 000 km nordväst om huvudstaden Mexico City. El Destierro ligger 1 252 meter över havet och antalet invånare är 130.
Terrängen runt El Destierro är bergig åt nordost, men åt sydväst är den kuperad. Terrängen runt El Destierro sluttar västerut. Runt El Destierro är det mycket glesbefolkat, med 4 invånare per kvadratkilometer. Närmaste större samhälle är Topía, 16,7 km öster om El Destierro. I omgivningarna runt El Destierro växer huvudsakligen savannskog.